# Dub Jana Ámose Komenského
Dub Jana Ámose Komenského je památný strom v Karlových Varech v městské čtvrti Drahovice v Karlovarském kraji. Roste v těsné blízkosti křižovatky ulic Kollárova a Stará Kysibelská, nedaleko základní školy Jana Ámose Komenského. Solitérní strom je ve velmi dobrém zdravotním stavu, měřený obvod kmene činí 188 cm, výška stromu je 22 m (měření 2014). Za památný byl vyhlášen v roce 2014 jako strom s významným vzrůstem.

## Stromy v okolí
- Dub pod rozvodnou
- Dub Moudrosti
- Mozartův dub
- Hrušeň v Drahovicích